# Marco Soares
Marco Soares, né le 16 juin 1984 à Setúbal au Portugal, est un footballeur portugais naturalisé cap-verdien, qui évolue au poste de milieu défensif au FC Arouca et en sélection du Cap-Vert.

## Biographie
Le 31 octobre 2010, il se blesse seul dans les dernières minutes du match União Leiria-Sporting CP (1-2). Il souffre d'une fracture du tibia gauche, ce qui le rend indisponible pour au moins 4 mois.
La convalescence se fait et il fait son retour sur une feuille de match fin août 2011 lors de Paços Ferreira-União Leiria, sans entrer.

## Palmarès
União de Leiria
- Championnat du Portugal D2  :
  - Vice-Champion en 2009.

 FC Barreirense
- Championnat du Portugal D3  :
  - Champion en 2005 (en).

 Omónia Nicosie
- Supercoupe de Chypre :
  - Vainqueur en 2012.

 AEL Limassol
- Supercoupe de Chypre :
  - Vainqueur en 2015 (it).

## Carrière internationale
- Buts internationaux :[4],[5]

| Date       | Type                              | Match                  | Résultat | Minute |
| ---------- | --------------------------------- | ---------------------- | -------- | ------ |
| 02/06/2007 | Éliminatoires CAN 2008            | Cap-Vert- Algérie      | 2-2      | 78e    |
| 22/06/2008 | Éliminatoires Coupe du monde 2010 | Cap-Vert- Maurice      | 3-1      | 58e    |
| 02/06/2012 | Éliminatoires Coupe du monde 2014 | Sierra Leone- Cap-Vert | 2-1      | 93e    |